# Noah Lyles
Noah Lyles (Gainesville, Florida, 18 de Julho de 1997) é um velocista norte-americano especializado nos 100 m e 200 m rasos, campeão olímpico e mundial . Ele é o atual campeão mundial  dos 100 m/200 m e campeão olímpico dos 100 m rasos. Possui recordes pessoais de 9.79 para os 100 metros e 19.31 para os 200 metros, este o recorde norte-americano. Lyles detém o melhor tempo do mundo indoor de 300 metros, 31.87 no 2017 USA Indoor Championships.
Lyles foi ginasta quando jovem e começou no atletismo aos 12 anos de idade. Seus pais, Keisha Caine e Kevin Lyles, competiram no atletismo na Seton Hall University. Ele frequentou a TC Williams High School (agora Alexandria City High School) em Alexandria, Virgínia.
Ele ganhou uma medalha de ouro nos 200 metros durante os Jogos Olímpicos da Juventude de 2014 em Nanquim, China. Ele ganhou medalhas de ouro nos 100 metros e no revezamento 4 x 100 metros durante o Campeonado Mundial Sub-20 de 2016 em Bydgoszcz, Polónia. Ele ganhou medalhas de ouro nos 200 metros e no revezamento 4 x 100 metros no Campeonato Mundial de Atletismo de 2019 em Doha. Tornou-se tricampeão mundial em Eugene 2022, conquistando novamente o ouro  nos 200 m com a marca de 19.31, novo recorde norte-americano e quarto tempo mais rápido da história para a distância.
Em Budapeste 2023 conquistou pela primeira vez a medalha de ouro nos 100 m rasos, com a melhor marca pessoal de 9s83 e se sagrou tricampeão mundial dos 200 metros. Também ganhou uma terceira medalha de ouro integrando o revezamento 4x100 m dos EUA, que voltou a ser campeão mundial da modalidade depois de ter perdido o título em casa, em Eugene 2022, para o Canadá.
Em Paris 2024 conquistou a medalha de ouro nos 100 m, depois de uma definição por photo finish contra o jamaicano Kishane Thompson, que chegou a 0.005 milésimos de segundo. Conquistou o bronze nos 200 m com 19.70, mesmo tendo sido contaminado pelo covid-19 durante a semana, deixando a pista em cadeira de rodas após a prova e abandonando as Olimpíadas.

## Polêmicas

### Titulo "Mundial" da NBA
No final de agosto de 2023, Lyles protagonizou uma grande polêmica ao questionar a forma dos campeões da NBA se auto-intitularem "campeões mundiais", após ganharem o titulo nacional da NBA, durante o torneio da Copa do Mundo de Basquete.
“Sabe, o que mais me dói é que tenho que assistir às finais da NBA e eles têm o ‘campeão mundial’ na cabeça”. "Campeão mundial de quê? Dos Estados Unidos? Não me interpretem mal, às vezes adoro os EUA, mas isso não é o mundo. Isso não é o mundo. Nós somos o mundo. Temos quase todos os países aqui lutando, prosperando, colocando sua bandeira para mostrar que estão representados. Não há bandeiras na NBA.”, declarou em entrevista, após vencer as provas de 100m e 200m do Campeonato Mundial de Atletismo.
A declaração teve reações instantâneas pelos jogadores, ex-jogadores e pessoas ligadas à NBA, como o comentarista Stephen A. Smith. que rotulou Lyles como "flagrantemente ignorante". Kevin Durant, jogador do Phoenix Suns disse: por favor, alguém ajude esse cara"; Draymond Green, jogador do Golden State Warriors disse: "Tentou ser inteligente e deu errado".
A declaração de Lyles repercutiu novamente após o desastre da Seleção Americana de Basquete na Copa do Mundo de Basquete de 2023, perdendo para a Alemanha na semifinal do torneio, e para o Canadá pela disputa do terceiro lugar, ironizando os comentários dos jogadores.